# دوغلاس مورو
دوغلاس مورو (بالإنجليزية: Douglas Morrow)‏ (و. 1913 – 1994 م) هو كاتب سيناريو، وممثل، ومنتج أفلام أمريكي، ولد في أوسويغو، توفي في كينغستون، نيويورك، عن عمر يناهز 81 عاماً، بسبب أم الدم.

## التعليم
تعلم في جامعة نيويورك، وتعلم في جامعة كولومبيا
.

## جوائز وترشيحات
حصل على جوائز منها:

جائزة الأوسكار لأفضل قصة ‏، عن عمل: قصة ستراتون
ترشح لـ:
جائزة الأوسكار لأفضل قصة ‏، عن عمل: قصة ستراتون.

## وصلات خارجية
- دوغلاس مورو على موقع IMDb (الإنجليزية)
- دوغلاس مورو على موقع ألو سيني (الفرنسية)
- دوغلاس مورو على موقع أول موفي (الإنجليزية)
- دوغلاس مورو على موقع قاعدة بيانات الأفلام السويدية (السويدية)
- دوغلاس مورو على موقع قاعدة بيانات الفيلم (الإنجليزية)
- دوغلاس مورو على موقع كينوبويسك (الروسية)